# Kawiaczka andyjska
Kawiaczka andyjska (Microcavia niata) – gatunek ssaka z podrodziny kawii (Caviinae) w rodzinie kawiowatych (Caviidae). Zamieszkuje tereny na płaskowyżu Altiplano w południowo-wschodniej Boliwii i w północnym Chile.
Wyróżnia się dwa podgatunki kawiaczki andyjskiej:
- M. n niata (Thomas, 1898)
- M. na pallidior (Thomas, 1902)